# Symfonie nr. 4 (Bush)
De Britse componist Alan Bush voltooide zijn Symfonie nr. 4 "Lascaux" in 1983. Na zijn eerdere symfonieen nr. 1 (1940, in 1942 te horen in de Promsconcerten), nr. 2 (de Nottinghamsymfonie uit 1949), nr. 3 (de Byronsymfonie uit 1960) was deze nummer vier zijn laatste. De symfonie is qua opusnummer ingeklemd tussen twee werken voor piano.
Hij liet zich inspireren door de prehistorisch afbeelding in de Grotten van Lascaux. Deze waren ten tijde van componeren echter afgesloten voor publiek. De grotten werden daarom speciaal voor de componist "bezoekbaar" gemaakt. Bush koos voor zijn werk de klassieke opzet van een vierdelige symfonie:
- The wild, in Molto moderarto e quieto – Molto energico – Tempo primo
- The children, in Allegro vivace
- Ice age remembered, in Molto largo
- Mankind emergent, in Allegretto scorrevole – Theme – variations 1-6 -; Finale, in allegro moderato ed energico

Deel 2 is gerelateerd aan een vlot scherzo, deel 3 aan het uitdiepende deel van de klassieke symfonie. Een belangrijke stem binnen de symfonie is weggelegd voor de piano die als de vertellende mens optreedt. 
Behalve de indeling is ook de orkestratie klassiek, waarbij de nadruk bij houtblazers ligt:
- 4 dwarsfluiten, 3 hobo's, 3 klarinetten, 3 fagotten
- 2 hoorns, 2 trompetten, 3 trombones, 1 tuba
- 1 set pauken, percussie, harp, piano
- violen, altviolen, celli, contrabassen.

De première vond plaats op 25 maart 1986 in de geluidsstudio's van de BBC, toen Edward Downes het BBC Philharmonic leidde. Het werk wacht nog op een uitgever.